# Gult känguruäpple
Gult känguruäpple  (Solanum laciniatum) är en potatisväxtart som beskrevs av den skotske botanikern William Aiton 1789. Arten ingår i släktet skattor som ingår i familjen potatisväxter. Arten förekommer tillfälligt i Sverige, men reproducerar sig inte. Den odlas som utplanteringsväxt och har sitt egentliga utbredningsområde i Australien och Nya Zeeland. Inga underarter finns listade i Catalogue of Life.
Arten är en halvbuske eller buske som blir en till tre meter hög. Grenarna blir överhängande och ostradiga. Bladen är strödda och varierande till utseendet, även på samma planta, men de är oftast parflikiga i olika former och kan bli 20 cm långa. Blommorna sitter upp till tio stycken i ett 5–15 cm långt sicksackknippe, som kan vara enkelt eller grenigt från basen. Kronan är purpurblå och blir 3–5 cm i diameter med fem utbredda flikar.
Frukten är ett giftigt bär, 1,5–2 cm i diameter, äggrunt, först grönt senare gult eller orangergult.
Odlas som utplanteringsväxt i Sverige. Placeras i ett soligt läge. Tål blåst relativs bra. Arten är inte härdig men kan klara en frostknäpp på -5 °C. Övervintras svalt och ljust, mellan 1 och 10 °C. Arten är lätt att dra upp från frö.

## Synonymer
- Solanum aviculare var. laciniatum (Aiton) Domin
- Solanum laciniatum Aiton
- Solanum laciniatum f. australiense Gerasimenko
- Solanum laciniatum f. cultum Gerasimenko
- Solanum laciniatum f. laciniatum Aiton
- Solanum laciniatum f. novozelandicum Gerasimenko
- Solanum laciniatum f. tasmanicum Gerasimenko
- Solanum laciniatum f. viridicaule Gerasimenko
- Solanum laciniatum var. fruticosum Sweet
- Solanum laciniatum var. herbaceum Sweet
- Solanum pinnatifidum Lam.
- Solanum pinnatifolium Salisbury nom. illeg.

## Bildgalleri

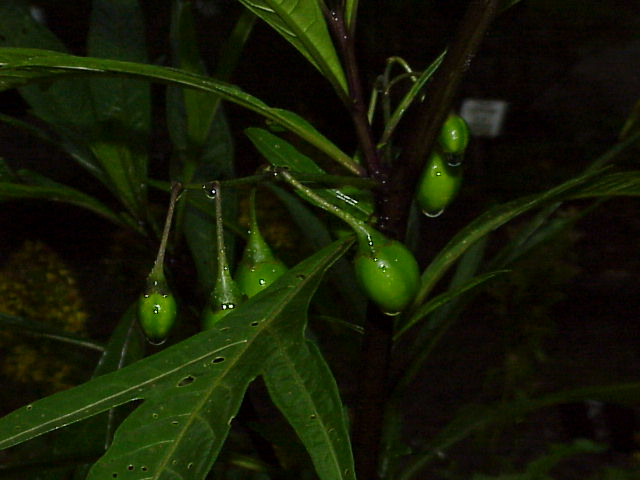
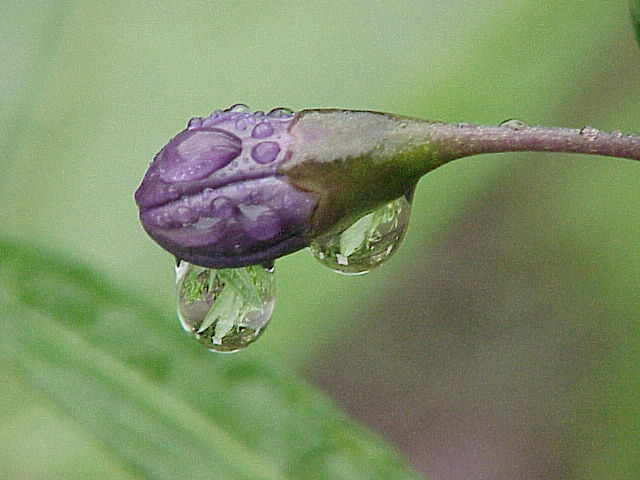
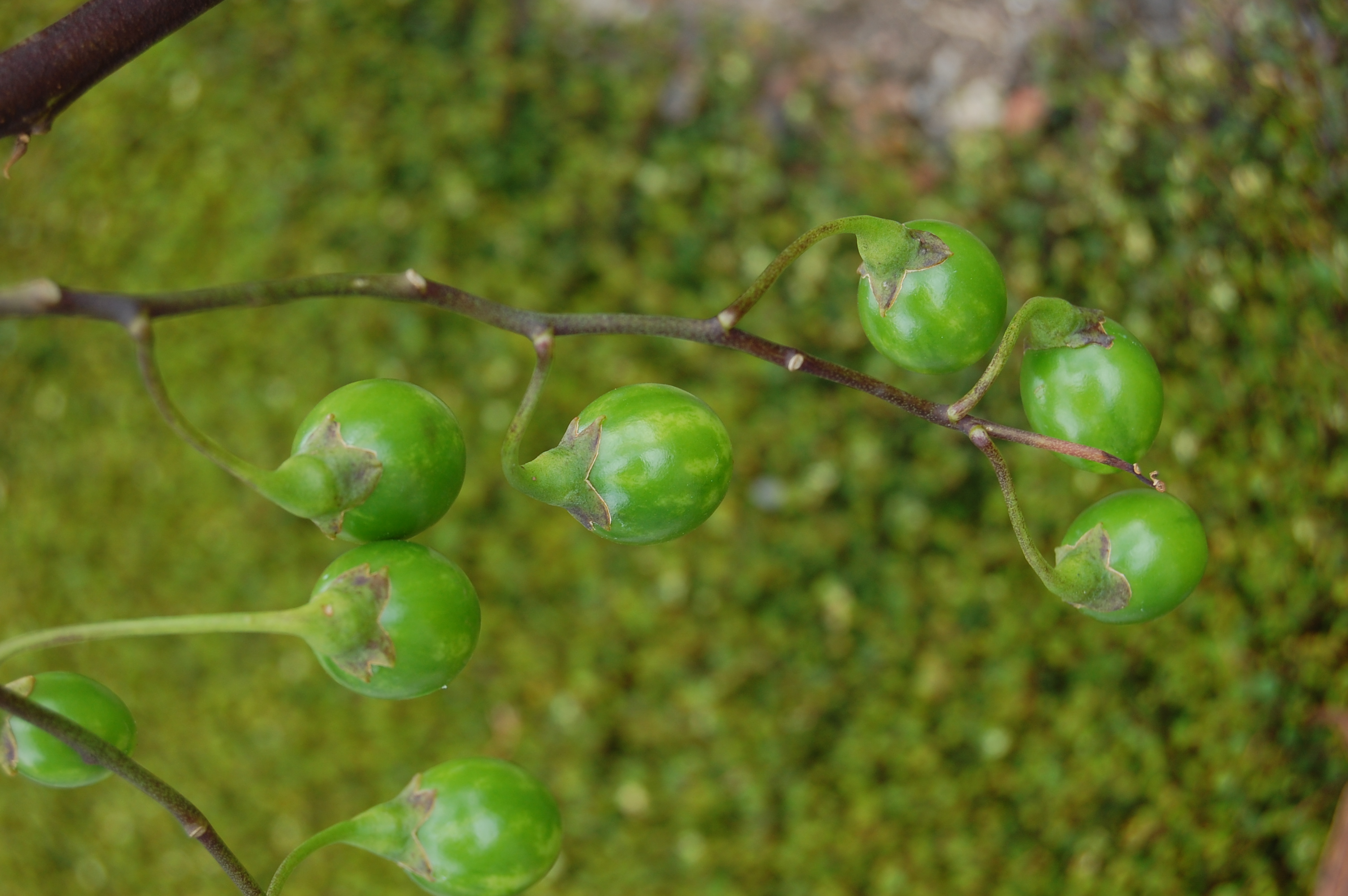
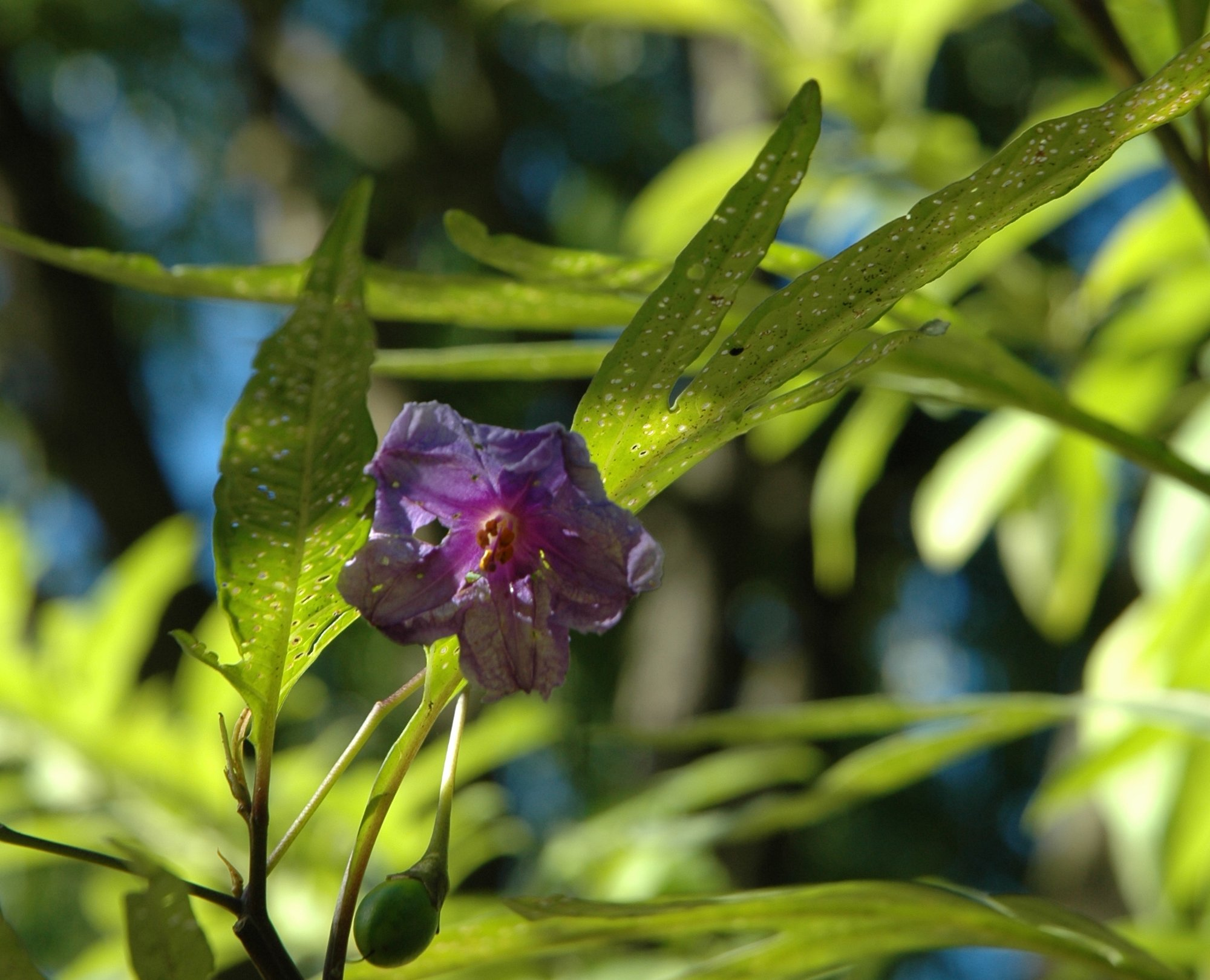
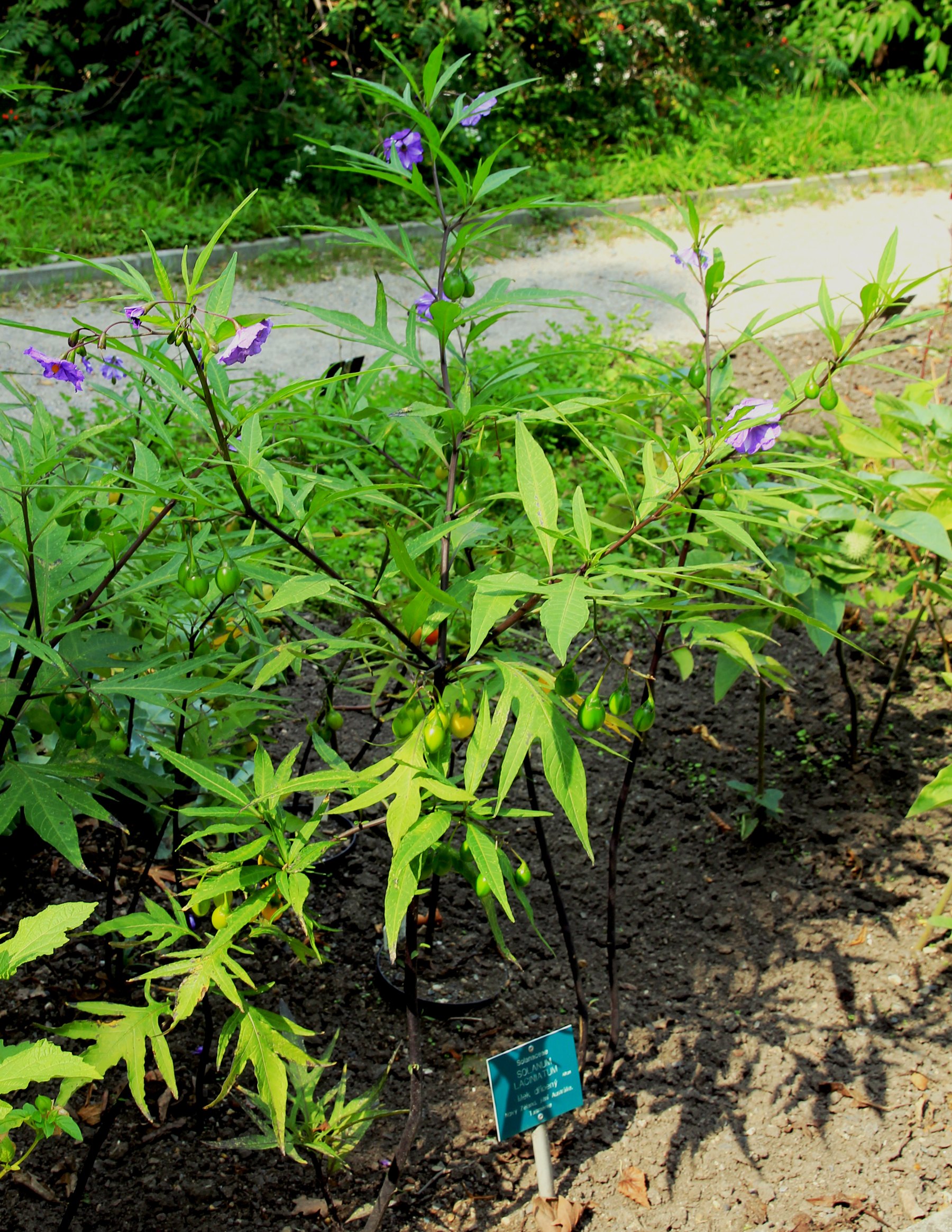
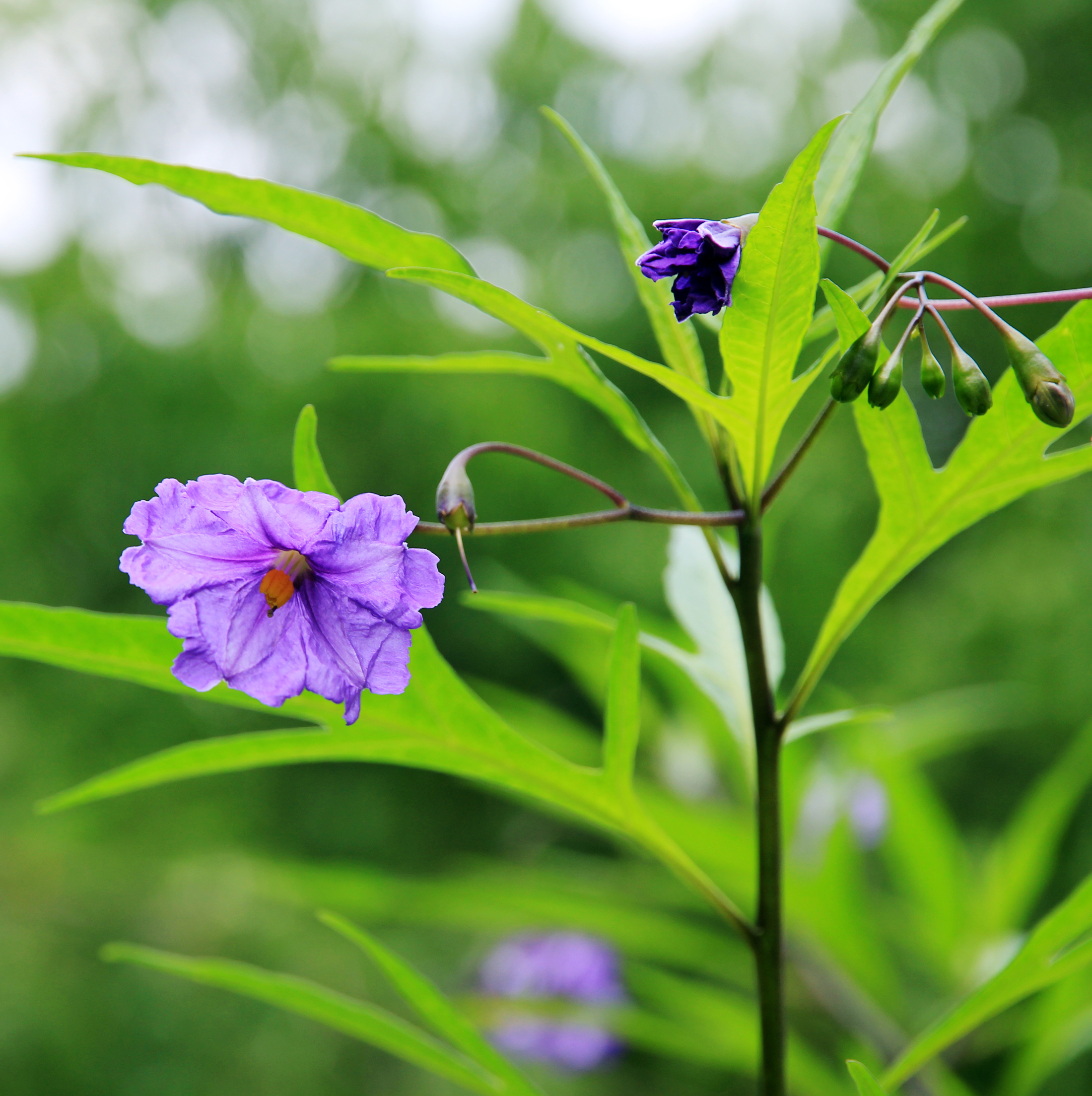
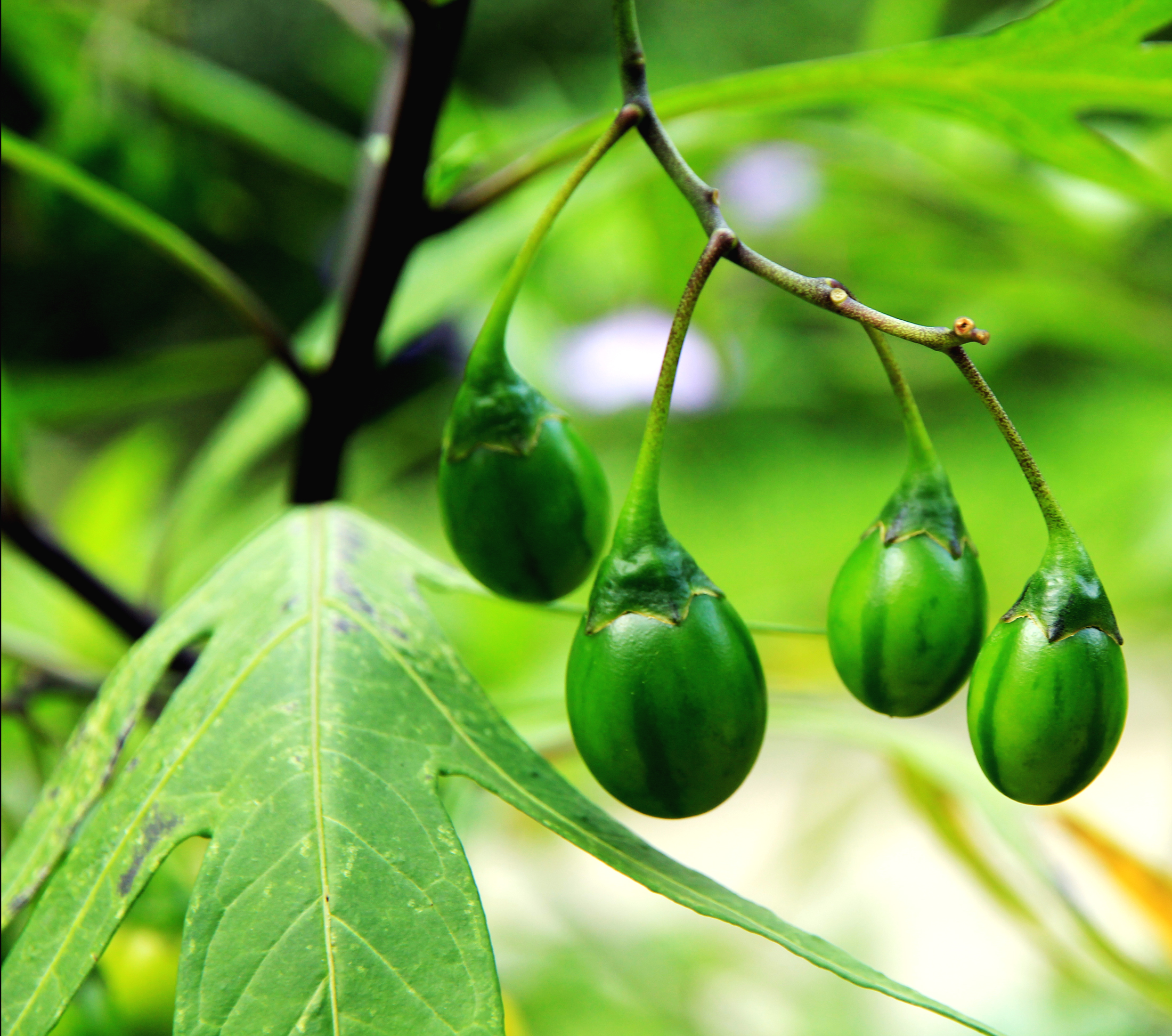